# Otman Bakkal
Otman Bakkal (ur. 27 lutego 1985 w Eindhoven) – holenderski piłkarz pochodzenia marokańskiego grający na pozycji środkowego pomocnika.

## Kariera klubowa
Rodzice Bakkala pochodzą z Maroka, ale on sam urodził się już w Holandii. Jako młody chłopak trafił do szkółki piłkarskiej PSV Eindhoven, a latem 2003 został włączony do kadry pierwszego zespołu. 28 marca 2004 zadebiutował w Eredivisie meczem z Willem II Tilburg (1:3). Potem wystąpił także w spotkaniu z RKC Waalwijk, ale ostatecznie nie zdołał przebić się do podstawowego składu PSV i w sezonie 2004/2005 został wypożyczony do FC Den Bosch, z którym spadł z ligi. Następnie w sezonie 2005/2006 znów poszedł na wypożyczenie, tym razem do FC Eindhoven, dla którego w Eerstedivisie strzelił 8 bramek.
Latem 2006 Bakkal wrócił do PSV, ale nie znajdując uznania w oczach trenera Ronalda Koemana na rok trafił do FC Twente. Tam grał w wyjściowej jedenastce. Spisywał się udanie i zdobył 3 gole w lidze, a z Twente zajął wysokie 4. miejsce w lidze. W 2007 roku wrócił do PSV. W sezonie 2011/2012 był wypożyczony do Feyenoordu.
W 2012 roku Bakkal podpisał kontrakt z Dinamem Moskwa. W sezonie 2013/2014 grał w Feyenoordzie, w którym zakończył karierę.
| Sezon   | Klub          | Kraj     | Rozgrywki     | Mecze | Bramki |
| ------- | ------------- | -------- | ------------- | ----- | ------ |
| 2003/04 | PSV Eindhoven | Holandia | Eredivisie    | 2     | 0      |
| 2004/05 | PSV Eindhoven | Holandia | Eredivisie    | 0     | 0      |
| 2004/05 | FC Den Bosch  | Holandia | Eredivisie    | 6     | 0      |
| 2005/06 | FC Eindhoven  | Holandia | Eerstedivisie | 33    | 8      |
| 2006/07 | FC Twente     | Holandia | Eredivisie    | 31    | 3      |
| 2007/08 | PSV Eindhoven | Holandia | Eredivisie    | 31    | 8      |
| 2008/09 | PSV Eindhoven | Holandia | Eredivisie    | 28    | 5      |
| 2009/10 | PSV Eindhoven | Holandia | Eredivisie    | 31    | 11     |
| 2010/11 | PSV Eindhoven | Holandia | Eredivisie    | 25    | 1      |
| 2011/12 | PSV Eindhoven | Holandia | Eredivisie    | 1     | 0      |
| 2011/12 | Feyenoord     | Holandia | Eredivisie    | 29    | 9      |
| 2012/13 | Dinamo Moskwa | Rosja    | Priemjer-Liga | 4     | 0      |
| 2013/14 | Feyenoord     | Holandia | Eredivisie    | 8     | 0      |

## Kariera reprezentacyjna
W 2007 roku Bakkal został powołany przez trenera Foppe de Haana do reprezentacji Holandii U-21 na Młodzieżowe Mistrzostwa Europy. Na tym turnieju był podstawowym zawodnikiem i grał w dwóch grupowych meczach, półfinale z Anglią (1:1, karne 13:12), a także w finale z Serbią. W tamtym spotkaniu otworzył wynik spotkania, a jego rodacy wygrywając 4:1 zdobyli mistrzostwo Europy.